# Castillo de Santisteban

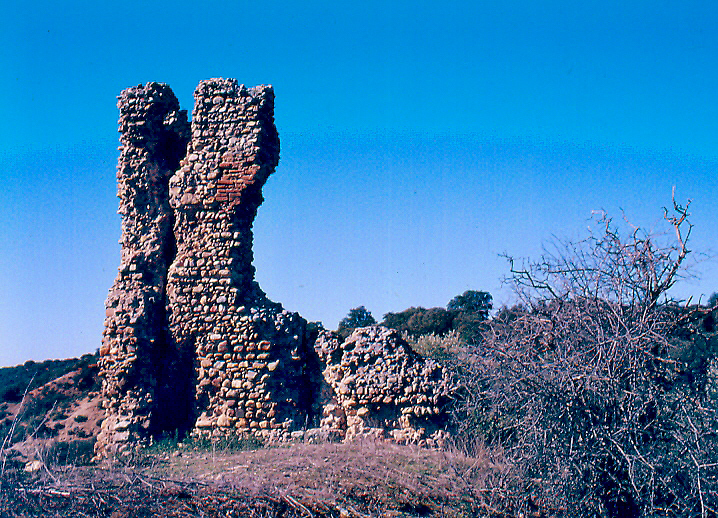
Ruinas del Castillo de Santisteban.

El Castillo de Santisteban es un castillo en estado de ruina avanzada que se encuentra en la dehesa de Valdepusa, a 7 kilómetros de la localidad de San Martín de Pusa y en la ribera del río Pusa, al sur de la Provincia de Toledo (España).

## Historia
Data del siglo XII. En el siglo XIV perteneció a Diego Gómez de Toledo, pasando después a los Marqueses de Malpica y Duques de Arión, Señores de Valdepusa.
Su construcción es estratégica ya que tiene una posición defensiva en la cima de un pequeño cerro, dominando la ribera del río Pusa, en el paso de Toledo a Talavera de la Reina. En 1117, los continuos asaltos a la zona de los Montes de Toledo, por parte de los Almorávides motivaron la construcción del castillo de Sant Esteban, refiriéndose a Santisteban de Valdepusa, dentro de la Comarca de la Jara.
Esta pequeña fortificación formaría parte de otras muchas, mandadas construir por Alfonso VI tras la reconquista de Toledo en el año 1085, como defensa y vigilancia. Con el paso del tiempo y el firme dominio castellano, el castillo perdió su utilidad y sus propietarios perdieron interés por él, comenzando así su deterioro.
Entre las ruinas de Santisteban se encontró una piedra cuadrada labrada con cruces de la Orden de San Juan (Cruz de Malta), por lo que se cree que en su momento, el castillo perteneció a dicha orden, conocida también por la Orden de los Caballeros Hospitalarios o de Malta.

## Estado actual
Actualmente sus ruinas carecen de elementos que den una idea de como fue realmente. Solo se conservan dos ruinosos trozos de gruesas cortinas. Carece de saledizos, adarve y almenas y su puerta principal debió estar en el oeste, ya que la rampa de acceso que rodea el cerro termina ante ese costado.